# جو إكزوتيك
جوزيف ألين مالدونادو باساج (ولد في 5 مارس 1963) ،     المعروف باسم جو إكزوتيك ، هو عامل حديقة حيوان أمريكي سابق ومجرم مدان.  ترشح مرتين وفشل ، أولاً لرئيس الولايات المتحدة في عام 2016 ، ثم لحاكم أوكلاهوما في عام 2018 بصفته ليبرالي .
في عام 2019 ، أدين  في 17 تهمة اتحادية بإساءة معاملة الحيوانات (ثمانية انتهاكات لقانون لاسي وتسعة لقانون الأنواع المهددة بالانقراض )  وتهمتين بالقتل ، في مؤامرة لقتل كارول باسكن. وهو يقضي عقوبة بالسجن لمدة 22 سنة في السجن الفيدرالي . في عام 2020 ، أصدرت Netflix فيلمًا وثائقيًا من سبعة أجزاء ، Tiger King: Murder و Madness ، ركز الفلم على جو وحديقة الحيوان الخاصة به وخلافه مع باسكين .

## حياة سابقة
ولد في جاردن سيتي ، كانساس ، في 5 مارس 1963.     نشأ في مزرعة في كانساس . عندما كان في الخامسة من عمره ، تعرض للاغتصاب.  انتقل هو وعائلته إلى تكساس حيث انضم إلى قسم الشرطة في إيستفال ، تكساس ، وسرعان ما أصبح رئيسًا للإدارة.

## المسيرة المهنية
عمل  في وظائف مختلفة قبل افتتاح متجر للحيوانات الأليفة مع شقيقه جارولد في  ، تكساس ، عام 1986. في عام 1997 ، بعد إغلاق أول متجر للحيوانات الأليفة وفتح متجر جديد  ، دخل في صراع مع مسؤولي أرلينغتون بسبب الانتهاكات المتكررة للديكورات واللافتات. كان يعلق رموز فخر مثلي مثل علم الولايات المتحدة بخطوط قوس قزح في نوافذ المتجر ، واتهم مفتشي المدينة برهاب المثلية واستهداف عمله بسبب ميله الجنسي.
بعد وفاة شقيقه في حادث سيارة في عام 1997 ، باع متجر الحيوانات الأليفة واشترى  مزرعة في أوكلاهوما مع والديه.   بعد عامين من وفاة شقيقه ، افتتحت المزرعة كمتنزه تذكاري باسم غارولد  

النتائج الأولية الأولية حسب امقاطعة:

| الحزب       | الحزب                                           | المرشح         | الأصوات | %    |
| ----------- | ----------------------------------------------- | -------------- | ------- | ---- |
|             | خطأ: لا توجد وحدة بهذا الاسم "Political party". | Chris Powell   | 1٬740   | 48.9 |
|             | خطأ: لا توجد وحدة بهذا الاسم "Political party". | Rex L. Lawhorn | 1٬154   | 32.4 |
|             | [[{{{حزب سياسي}}}\|{{{حزب سياسي}}}]]            | Joe Exotic     | 664     | 18.7 |
| Total votes | Total votes                                     | Total votes    | 3٬558   | 100% |

## الاعتقال والإدانة

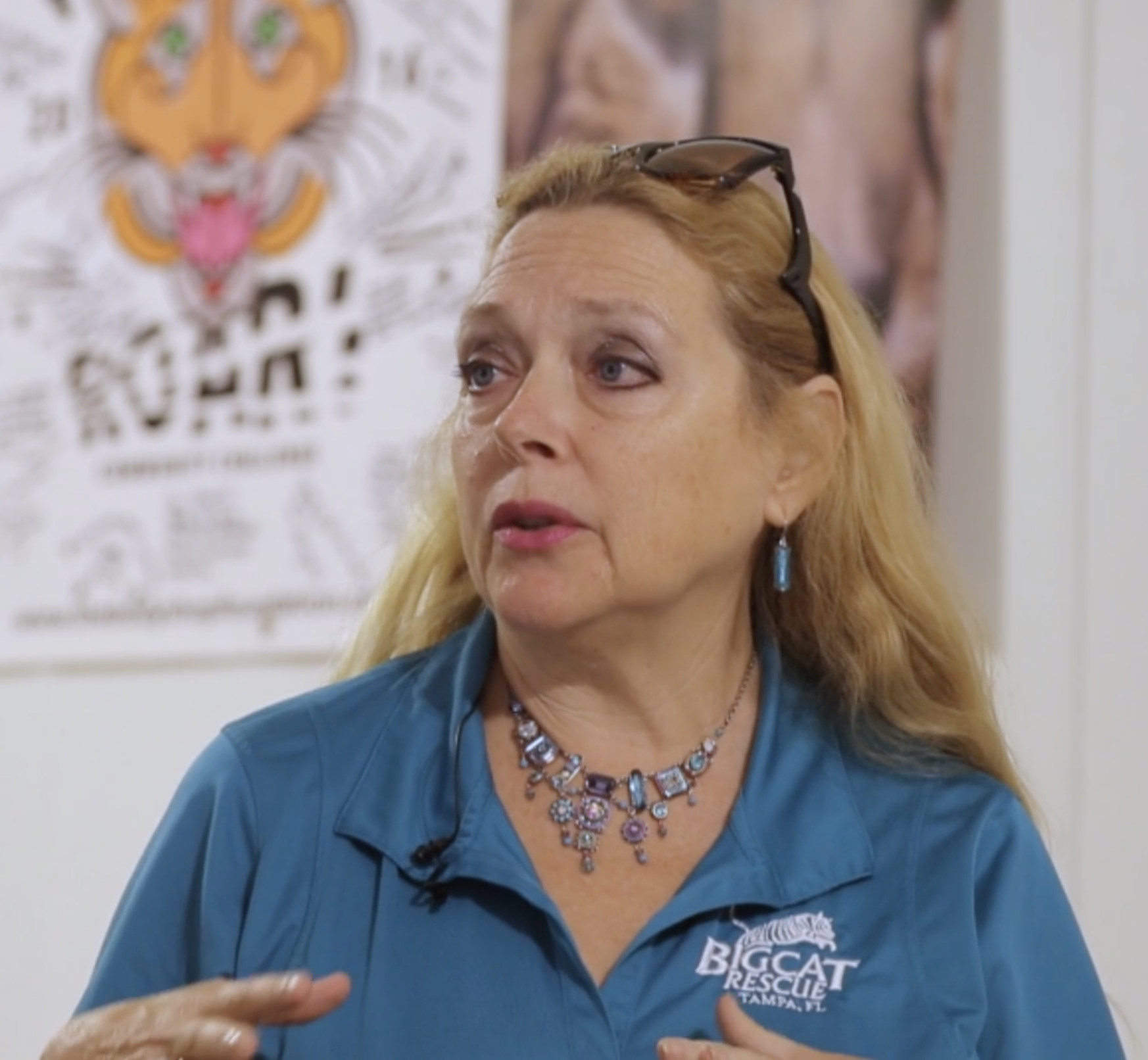
كارول باسكن في عام 2019 ، هدف مؤامرة جو بالقتل المأجور.

تم اتهامه بمحاولته توظيف شخص لقتل كارول باسكن الرئيس التنفيذي لشركة Big Cat Rescue.  في 7 سبتمبر 2018 ، اعتقل  في جلف بريز بولاية فلوريدا ، واحتجز في سجن مقاطعة سانتا روزا حتى 19 سبتمبر عندما تم نقله إلى الاحتجاز الفيدرالي. تم نقله لاحقًا إلى سجن مقاطعة جرادي في شيكاشا ، أوكلاهوما.
في 2 أبريل 2019 ، أدين بتهمتين بالقتل، وثمانية انتهاكات لقانون لاسي ، وتسعة انتهاكات أخرى. في 22 يناير 2020 ، حُكم عليه بالسجن لمدة 22 عامًا في السجن الفيدرالي. اعتبارًا من مارس 2020 ، تم سجنه في شركة FMC Fort Worth. في نفس الشهر ، بدأ  يسعى للحصول على عفو رئاسي من دونالد ترامب.

## الحياة الشخصية
هو مثلي الجنس علنا. وقد أشار إلى العديد من شركائه كأزواج له على الرغم من عدم وجود زواج قانوني. كان أول شريك معروف له هو براين راين ، الذي توفي بسبب مضاعفات فيروس نقص المناعة البشرية في عام 2001.   في وقت لاحق سجن بتهمة التحرش الجنسي بالأطفال والقتل من الدرجة الأولى.

## وثائقي
تتمحور السلسلة الوثائقية لعام 2020 Tiger King: Murder و Mayhem و Madness على حياة جو وشخصيته. و ظهر سابقًا في فيلم لويس ثيرو الوثائقي الحيوانات الأليفة الأكثر خطورة في أمريكا.

## دعوى قضائية
في 17 مارس 2020 ، قدم دعوى قضائية ضد الحكومة الفيدرالية للولايات المتحدة في سجن مقاطعة جرادي . في الدعوى ، يطلب 94 مليون دولار من خدمة الأسماك والحياة البرية في الولايات المتحدة (USFWS). كما يسعى للحصول على عفو رئاسي من دونالد ترامب ، ويخطط لتمثيل نفسه في الدعوى القضائية.

## روابط خارجية
- جو إكزوتيك على موقع IMDb (الإنجليزية)
- جو إكزوتيك على موقع ميوزك برينز (الإنجليزية)
- جو إكزوتيك على موقع ديسكوغز (الإنجليزية)
- جو إكزوتيك على موقع قاعدة بيانات الفيلم (الإنجليزية)